# Завръщането на Шерлок Холмс
„Завръщането на Шерлок Холмс“ (на английски: The Return of Sherlock Holmes) е сборник с тринадесет разказа на писателя Артър Конан Дойл за известния детектив Шерлок Холмс. Разказите са публикувани за пръв път като поредица в периода септември 1903 – декември 1904 г. в списание „Странд“. Сборникът, като книга, е публикуван в САЩ през февруари 1905 г. и в Англия през март същата година.
Разказът „Последен случай“, публикуван през 1893 г., е трябвало да бъде последен в поредицата за детектива и историята, в която Конан Дойл „убива“ литературния си герой. Въпреки това, в продължение на седем последователни години Дойл получава стотици писма и телеграми с молба да „възкреси“ Шерлок Холмс. Съществува дори легенда, че Конан Дойл неофициално и помолен от самата Кралица Виктория. Поради това, през 1900 г., Конан Дойл е написал романа „Баскервилското куче“, а в периода 1903 – 1904 г. и разказите, включени в сборника „Завръщането на Шерлок Холмс“.
| Име                                                | Първо издание | Шерлок Холмс разследва ...                                                                               |
| -------------------------------------------------- | ------------- | --- |
| Празната къща                                      | 1903          | ... мистериозното убийство на млад аристократ.                                                           |
| Приключението със строителния предприемач от Норуд | 1903          | ... случая на млад адвокат, обвинен в убийството на своя клиент.                                         |
| Смъртоносните фигури                               | 1903          | ... странния случай с изрисувани фигурки, който води до трагедия.                                        |
| Самотната колоездачка                              | 1903          | ... случая с млада колоездачка, преследвана от зловещ непознат.                                          |
| Случка в интерната                                 | 1903          | ... отвличането на сина на знатен лорд.                                                                  |
| Черния Питър                                       | 1904          | ... ужасното убийство на капитан Питър Кери.                                                             |
| Смъртта на Чарлз Огъст Милвъртън                   | 1904          | ... престъпната дейност на Чарлз Огъст Милвъртън, „кралят на изнудвачите“.                               |
| Шестте императора                                  | 1904          | ... на пръв поглед абсурден случай на унищожаване на скулптурки, което води до неочаквани резултати.     |
| Тримата студенти                                   | 1904          | ... случая на нечестно поведение на един от студентите на най-известните университети.                   |
| Пенснето със златните рамки                        | 1904          | ... убийството в дома на професор Корам.                                                                 |
| Изчезналият полузащитник                           | 1904          | ... мистериозното изчезване на играч от отбора по ръгби.                                                 |
| Случаят в Аби Грейндж                              | 1904          | ... убийството на сър Юстъс Бракънстол и нападението над жена му.                                        |
| Второто петно                                      | 1904          | ... тайнственото изчезване на писмото на един от монарсите в Европа до правителството на Великобритания. |